# 开元镇
开元镇，是中华人民共和国河北省保定市定州市下辖的一个乡镇级行政单位。

## 行政区划
开元镇下辖以下地区：
小油村、赵庄子村、孔庄子村、高油村、李油村、绳油村、代庄子村、岗北村、东近同村、于家佐村、西忽村、东忽村、高家庄村、西念子町村、东念子町村、大近同村、东杨庄村、大杨庄村、杨家庄屯村、内化村和东沿里社区村。